# AKTK „Bystrze”
AKTK Bystrze – Akademicki Klub Turystyki Kajakowej Bystrze – stowarzyszenie zajmujące się propagowaniem kajakarstwa turystycznego poprzez organizowanie kursów, obozów szkoleniowych, zawodów oraz spływów w kraju i za granicą.  Zrzesza ludzi zainteresowanych turystyką kwalifikowaną. W ciągu ostatnich kilku lat działania  ukierunkowane zostały na pływanie rzek górskich i freestyle kajakowy. Działa od 1972 r. przy Akademii Górniczo-Hutniczej w Krakowie. 

## Historia
Klub rozpoczął działalność w 1972 r. Początkowo eksplorowane były polskie rzeki, zarówno górskie, jak i nizinne. Później członkowie klubu zaczęli organizować wyprawy na całym świecie i jako pierwsi przepłynęli wiele trudnych rzek.
Do najbardziej znanych wypraw należą:
- 1976 r. Jugosławia – Studencka Eksploracyjna Wyprawa Kajakowa na Rzeki Górskie Jugosławii
- 1977 r. Canoe Slap – II Studencka Eksploracja Kajakowa na Rzeki Górskie Półwyspu Bałkańskiego
- 1979 r. Canoandes – Polska Akademicka Eksploracyjna Wyprawa Kajakowa na Rzeki Górskie Argentyny
- 1981 r. Alpy – Akademicka Wyprawa Kajakowa
- 1982 r. Orchon – Goł – Polska Akademicka Eksploracyjna wyprawa Kajakowa
- 1984 r. Marocco – eksploracja rzek Atlasu
- 1986 r. Himalaya – Polska Eksploracyjna Wyprawa Kajakowa – Canoe Expedition
- 1990 r. CanoeAustralia – Polska Akademicka Wyprawa Kajakowa
- 1993 r. Do Źródeł Nilu
- 1994 r. Colorado – Polska Akademicka Wyprawa Kajakowa
- 2002 r. Canion Colca – wyprawa do najgłębszego kanionu świata
- 2006 r. Ukraina z Półobrotu – spłynięcie rzek górskich w ukraińskich Karpatach
- 2008 r. Norwegia – spłynięcie najciekawszych norweskich rzek